# Pavel Nedvěd
Pour les articles homonymes, voir Nedvěd.
Pavel Nedvěd, né le 30 août 1972 à Egra (appelée Cheb en tchèque), est un footballeur international tchèque évoluant au poste de milieu offensif, reconverti dirigeant.
Il évolue au poste de meneur de jeu, où il joue et marque indifféremment des deux pieds. Surnommé la « Furia Ceca » en Italie en français : « la furie tchèque », il fait les beaux jours de la Lazio de Rome et de la Juventus de Turin.
En 2003, il obtient à 31 ans le Ballon d'or, récompensant le meilleur joueur évoluant en Europe, après avoir succédé avec brio à Zinédine Zidane à la Juventus. Peu après, Pelé et la FIFA l'incluent dans leur liste des 125 meilleurs joueurs de football vivants en 2004.
En octobre 2010, un an après la fin de sa carrière sportive, il entre au conseil d'administration de la Juventus. Il est nommé vice-président de la Juventus Turin le 23 octobre 2015 par le président du club, Andrea Agnelli, lors de l'assemblée générale des actionnaires.
En septembre 2017, Pavel Nedvěd reprend une licence de footballeur au sein du petit club tchèque du FK Skalna, où il avait commencé sa carrière et où son fils, Pavel Nedved Jr, évolue également.

## Biographie

### Enfance, formation et débuts
Pavel Nedvěd naît dans une famille modeste dont le père Vaclav est fermier et la mère reste au foyer. Enfant, Pavel est passionné de sport et pratique le hockey sur glace, le tennis et, surtout, le football. Son père est un bon joueur de D2 tchécoslovaque à Plzeň. Lorsque Pavel signe à son tour au Škoda Plzeň, il effectue sans ciller les quatre heures quotidiennes de train pour se rendre à l'entraînement. Cela ne l'empêche pas de briller sur le terrain, ni d'obtenir son diplôme de géomètre.
Il évolue par la suite sous les couleurs du AC Sparta Prague (1992-1996).

### Lazio Rome
Après l'Euro 96 disputé en Angleterre, Pavel Nedvěd rejoint l'Italie afin de s'engager en faveur de la Lazio Rome. 
Nedvěd joue son premier match pour la Lazio contre le Bologne FC, le 7 septembre 1996, lors de la première journée de la saison 1996-1997 de Serie A. Il est titularisé mais son équipe est battue (1-0). Il inscrit son premier but pour le club romain le 20 octobre 1996 contre le Cagliari Calcio, en championnat. Titulaire, il ouvre le score et permet à son équipe de s'imposer (2-1 score final).
Il devient rapidement un élément majeur de la Lazio, en l'aidant à décrocher la Coupe d'Italie en 1998 et en 2000, ainsi que la Coupe d'Europe des vainqueurs de Coupes en 1999 (dernière édition de cette compétition internationale). Nedvěd joue un rôle essentiel pendant cette compétition, en réussissant notamment à marquer le dernier but du tournoi : au cours de la finale contre le RCD Mallorca, Nedvěd marque à la 81e minute, assurant la victoire 2-1 pour la Lazio. Après avoir remporté le championnat de Serie A en 2000, une Supercoupe de l'UEFA en 1999, une Supercoupe d'Italie en 1998 et 2000, il a également été finaliste de la Coupe UEFA 1998. Nedvěd a joué en tout 204 matchs pour ce club, marquant à 54 reprises. Son palmarès, déjà impressionnant, révèle un talent qui attire les convoitises.

### Juventus de Turin

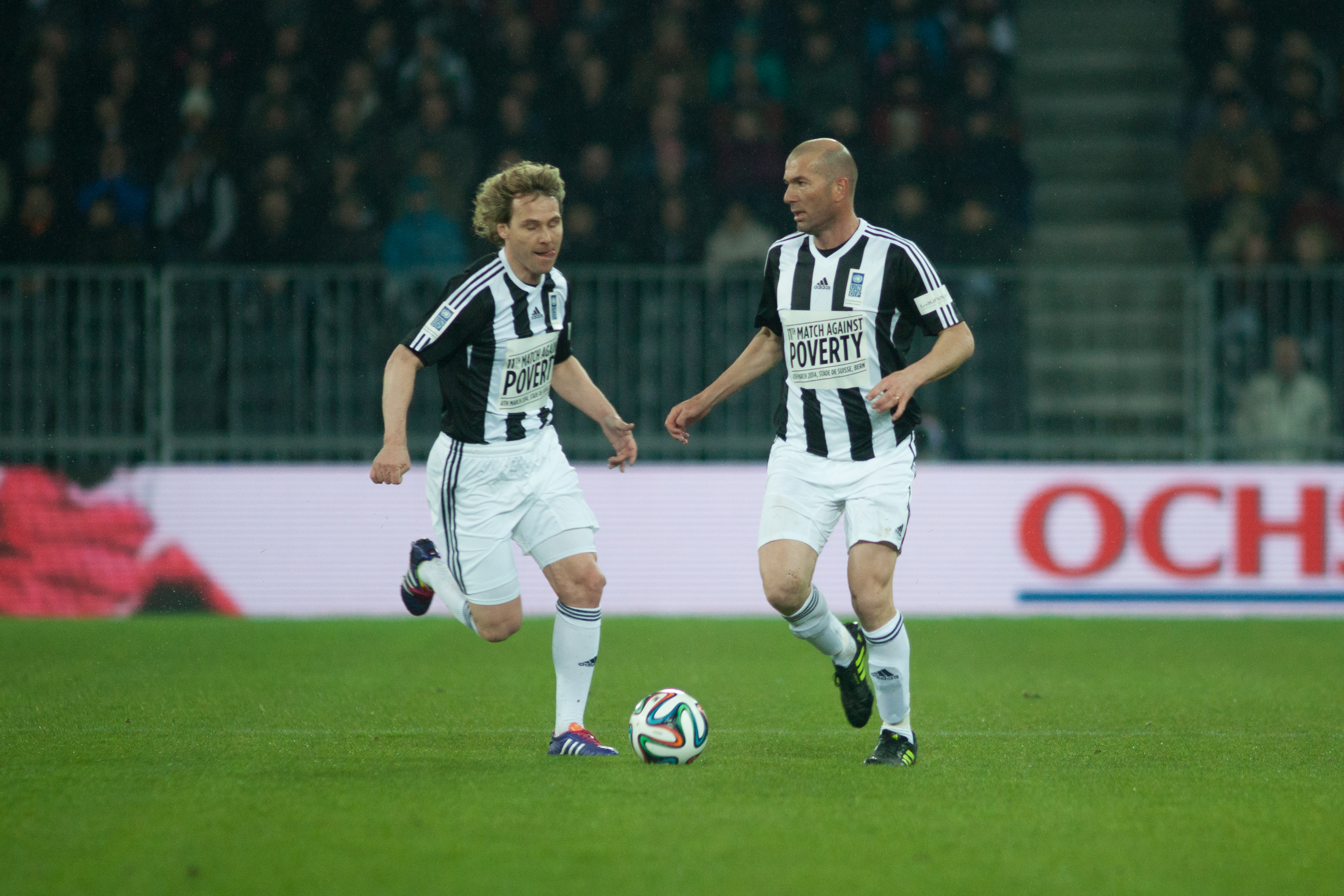
Nedved remplace Zidane à la Juventus (ici ensemble lors d'un match de charité)

En juillet 2001, Marcello Lippi doit gérer le départ de Zidane de la Juventus. Il choisit le Laziale Pavel Nedvěd, moins technique mais plus féroce. Lippi recentre Nedvěd dans l'axe, qui devient un rouage indispensable de la Juve. Nedvěd inscrit son premier but pour la Juventus le 1er décembre 2001, face à l'AC Pérouse, en championnat. Il ouvre le score et son équipe s'impose par deux buts à zéro. Il termine la saison 2001-02 en boulet de canon pour permettre à son club de s'octroyer son 26e titre national au détriment de l'Inter, qui avait longtemps fait la course en tête. Il inscrit notamment à Piacenza un but qui s'avère crucial dans le sprint final.
En 2002-03, son palmarès s'étoffe avec un nouveau scudetto. Nedvěd acquiert une nouvelle dimension en Ligue des champions, compétition dans laquelle son équipe atteint la finale. Lors de ce parcours éprouvant, le Tchèque inscrit des buts essentiels contre le FC Barcelone en quarts, puis face au Real Madrid (tenant du titre et favori) en demi-finales quand sa reprise de volée foudroie Iker Casillas, permettant à la Juventus de mener 3-0 après avoir perdu le match aller 2-1 à Madrid. Cependant, l'équipe perd en finale aux tirs au but face au Milan AC, sans lui. En effet, lors de la demi-finale face au Real Madrid, Nedvěd reçoit un carton jaune qui le prive de finale. Sans son maître à jouer, la Juve ne parvient pas à battre le Milan d'Ancelotti.
Malgré cette défaite en finale, la grande saison de Nedvěd est récompensée. Il remporte le Ballon d'or (devant Thierry Henry en 2e place et Paolo Maldini 3e), plus haute distinction individuelle pour un footballeur professionnel. Il dédie sa récompense à son entraineur Marcello Lippi, qui a eu la clairvoyance de le replacer dans un rôle axial, dans lequel Nedvěd brille en étant au cœur du jeu turinois.
Entre 2004 et 2006, Fabio Capello est l'entraineur de la Juventus. Il repositionne Nedvěd dans un rôle d'ailier destiné à alimenter en centres David Trezeguet et Ibrahimović, les deux attaquants préférés du technicien. Ayant déjà occupé ce poste durant ses années biancocelesti, le l'international tchèque se montre efficace. Il effectue deux saisons dans la lignée des précédentes, mais sans pour autant retrouver la même influence que celle qu'il avait pu afficher en 2002-2003.

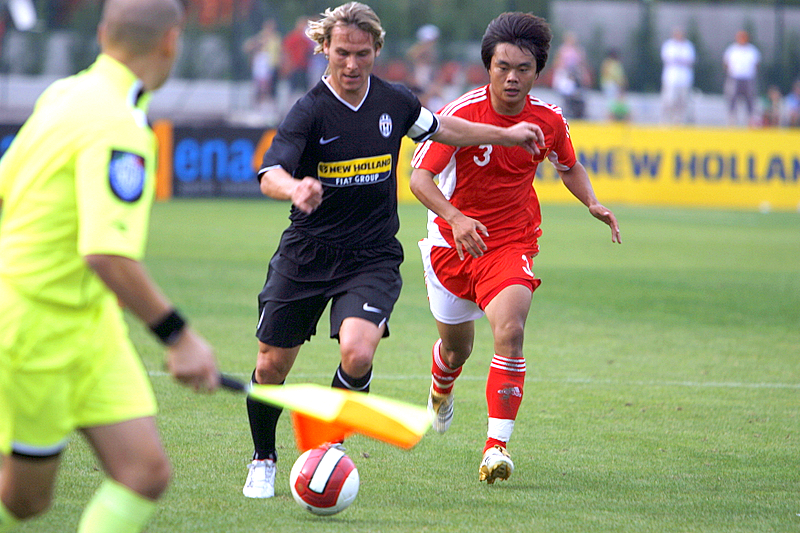
Nedvěd avec la Juventus en juillet 2007.

En 2006, la Juve est reléguée en Série B, pour la première fois de son histoire, pour fraude sportive à la suite de l'affaire fort controversée du Calciopoli, mais Nedvěd lui reste fidèle, tout comme Buffon, Del Piero, Camoranesi et Trezeguet, geste qui renforce l'amour que portent les supporters à la Furia Ceca. La Juventus termine championne de Série B avec Didier Deschamps comme entraîneur, et ce, dès la première année. La Juve fait son retour en Série A l'année suivante (2007-2008) et y affronte ses plus grands rivaux. Elle termine troisième cette année-là, derrière l'AS Rome et l'Inter Milan. Quant à Nedvěd, il arrête sa carrière professionnelle un an plus tard à la fin de la saison 2008-2009.
Il est le joueur non italien ayant joué le plus de matchs pour les bianconeri (327 rencontres au total).

### En équipe nationale (1994-2006)
Pavel Nedvěd honore sa première sélection avec l'équipe nationale de Tchéquie le 5 juin 1994 à l'occasion d'un match amical contre l'Irlande. Ce jour-là il entre en jeu à la place de Jiří Němec et les Tchèques s'imposent par trois buts à un.
Il commence à se faire un véritable nom dans l'arène internationale lors du Championnat d'Europe des Nations 1996 en Angleterre lorsque la sélection tchèque atteint la finale de l'épreuve contre l'Allemagne après avoir éliminé la France en demi-finale, le Portugal en quarts et l'Italie, alors vice championne du monde, dès le premier tour. Quatre ans plus tard, les Tchèques se qualifient pour l'Euro 2000 mais sont éliminés au premier tour par les deux grandissimes favoris de la compétition : les hôtes néerlandais et les champions du monde en titre français, futurs vainqueurs du tournoi
Critiqué après la défaite en barrage de qualification pour le Mondial 2002 face à la Belgique (1-0, 0-1), Nedvěd fait son mea culpa et décide de se comporter en patron. Sous l'impulsion de son capitaine, l'équipe nationale tchèque est invaincue, de ce second match contre les Belges en novembre 2001 jusqu'à avril 2004. Durant cette période, elle survole le groupe 3 des éliminatoires de l'Euro 2004 et termine devant les Pays-Bas.
En 2004, il décide de mettre un terme à sa carrière internationale, après que son équipe ait atteint les demi-finale de l'euro contre la Grèce (Nedved se blesse durant ce match, précipitant la défaite de son équipe) mais quelques mois plus tard, alors que la République tchèque est en passe de se qualifier pour la Coupe du monde 2006 en Allemagne, il décide de revenir en sélection à la demande de son sélectionneur et de toute une nation. Il aide ainsi son pays à décrocher la première participation à une phase finale de son histoire, après les échecs de 1998 et de 2002. Cette fois-ci, le double barrage contre la Norvège s'avère victorieux (1-0,1-0), grâce à des buts de Vladimír Šmicer et Tomáš Rosický.
Pour sa seule et unique coupe du monde, Nedvěd, qui est capitaine de la sélection tchèque, est éliminé dès le premier tour après des défaites contre les "Blacks stars" du Ghana (0-2) puis l'Italie (0-2). À l'issue de ce tournoi, l'ancien Ballon d'or prend cette fois définitivement sa retraite internationale en compagnie d'autres géants tels Luís Figo et Zinédine Zidane  Avec sa sélection, ses principaux faits d'armes restent la finale 1996 et la demi-finale 2004 du Championnat d'Europe des nations ainsi que sa participation a la Coupe du monde 2006, qui est encore à ce jour l'unique apparition de son jeune pays lors d'une coupe du monde.

### Reconversion

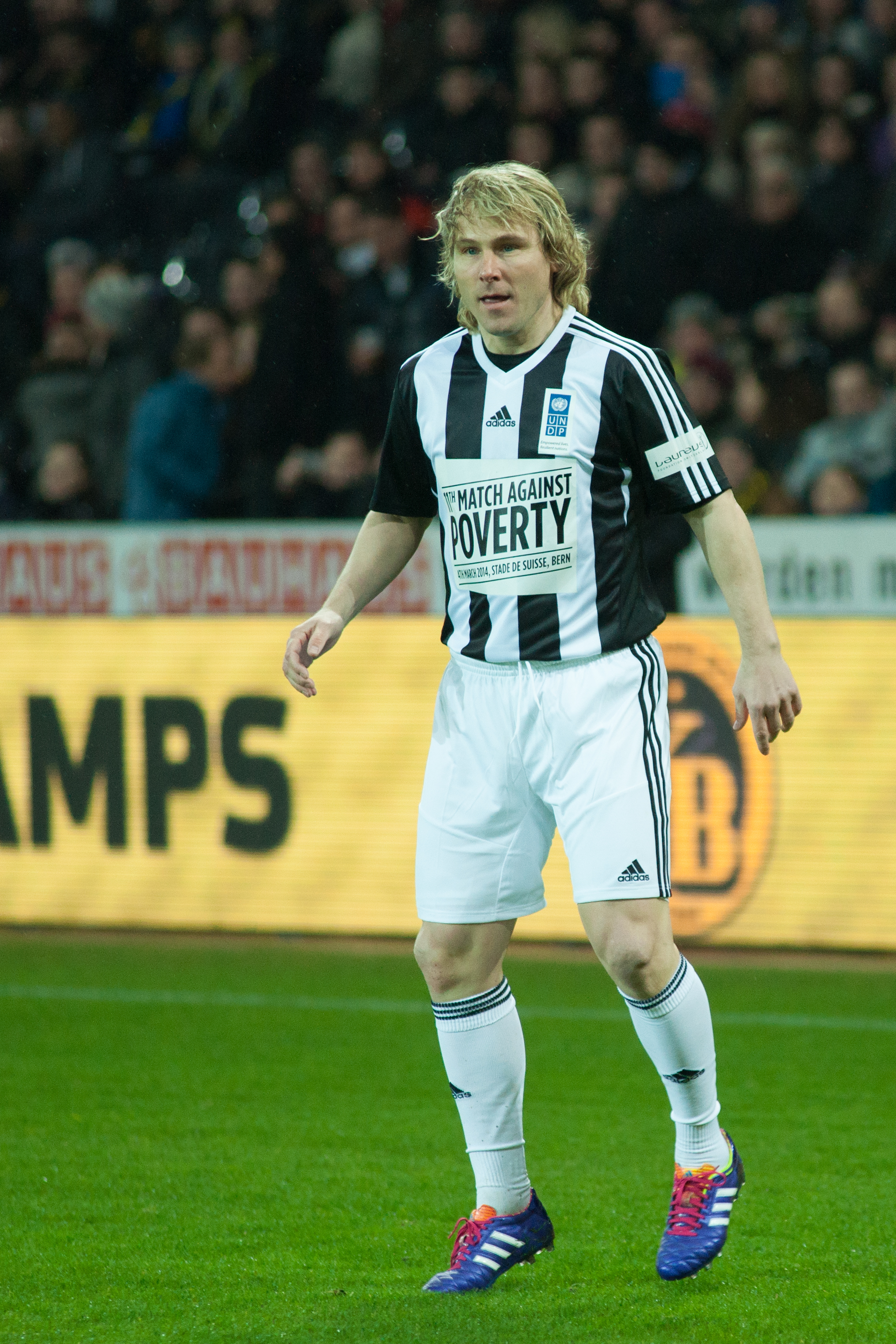
Nedvěd lors d'un match contre la pauvreté en 2014.

Le 30 mai 2009, Nedvěd communique sa décision d'arrêter sa carrière professionnelle même si quelques clubs lui font des propositions. Outre ses nombreuses qualités physiques et techniques, l'une de ses forces est incontestablement son impressionnante capacité de travail, admirée par tous ses coéquipiers, et qui lui permit de décrocher le ballon d'or en 2003.
En octobre 2010, il entre au conseil d'administration de la Juventus. Le 23 octobre 2015, il est choisi par le conseil d'administration pour devenir vice-président de la Juventus.
En mars 2016, Nedvěd déclare avoir été désigné ambassadeur du championnat chinois.
En septembre 2017, il décide de rechausser les crampons en s'engageant au FK Skalna (division amateur en Tchéquie) à l'âge de 45 ans.
Le 28 novembre 2022, Pavel Nedved démissionne de son poste à la Juventus avec Andrea Agnelli et les membres du conseil d’administration.
Le 8 janvier 2025, il devient le nouveau directeur sportif d'Al-Shabab FC en Arabie saoudite.

## Style de jeu: stakhanoviste
Surnommé le « mouvement perpétuel » par la presse italienne, Nedvěd est un marathonien du football. Méticuleux dans sa préparation, toutes ses semaines sont centrées sur la récupération et la compétition. Le Tchèque court même pendant ses vacances et dispute toutes ses séances d'entraînement avec engagement et concentration. À la Lazio Rome, il effectue systématiquement une série de cent pompes supplémentaires à la fin de chaque entraînement.
En 2004, Pavel Nedvěd déclare : « je ne suis pas beau à voir jouer. Je cours, je me bats, mais je ne suis pas élégant comme peuvent l'être Raúl, Zidane, Figo ou Beckham ». Agressif et technique, infatigable et opportuniste, il est considéré comme essentiel au milieu de terrain dans chacune des équipes pour lesquelles il joue.

## Statistiques

### Générales par saison
Ce tableau présente les statistiques de Pavel Nedvěd durant sa carrière sportive :
| Saison                | Club                  | Championnat           | Championnat | Championnat | Championnat | Coupe(s) nationale(s) | Coupe(s) nationale(s) | Coupe(s) nationale(s) | Supercoupe | Supercoupe | Supercoupe | Compétition(s) continentale(s) | Compétition(s) continentale(s) | Compétition(s) continentale(s) | Compétition(s) continentale(s) | Supercoupe UEFA | Supercoupe UEFA | Supercoupe UEFA | Tchéquie | Tchéquie | Tchéquie | Total | Total | Total |
| Saison                | Club                  | Division              | M.          | B.          | P.d.        | M.                    | B.                    | P.d.                  | M.         | B.         | P.d.       | Comp.                          | M.                             | B.                             | P.d.                           | M.              | B.              | P.d.            | M.       | B.       | P.d.     | M.    | B.    | P.d.  |
| 1991-1992             | Dukla Prague          | 1                     | 19          | 3           | -           | -                     | -                     | -                     | -          | -          | -          | -                              | -                              | -                              | -                              | -               | -               | -               | -        | -        | -        | 19    | 3     | 0     |
| Sous-total            | Sous-total            | Sous-total            | 19          | 3           | -           | -                     | -                     | -                     | -          | -          | -          | -                              | -                              | -                              | -                              | -               | -               | -               | -        | -        | -        | 19    | 3     | 0     |
| 1992-1993             | Sparta Prague         | 1                     | 17          | 0           | -           | -                     | -                     | -                     | -          | -          | -          | C2                             | 5                              | 0                              | -                              | -               | -               | -               | -        | -        | -        | 22    | 0     | 0     |
| 1993-1994             | Sparta Prague         | 1                     | 23          | 3           | -           | -                     | -                     | -                     | -          | -          | -          | C1                             | 4                              | 0                              | -                              | -               | -               | -               | 1        | 0        | -        | 28    | 3     | 0     |
| 1994-1995             | Sparta Prague         | 1                     | 27          | 6           | -           | -                     | -                     | -                     | -          | -          | -          | C1                             | 2                              | 0                              | -                              | -               | -               | -               | -        | -        | -        | 29    | 6     | 0     |
| 1995-1996             | Sparta Prague         | 1                     | 30          | 14          | -           | -                     | -                     | -                     | -          | -          | -          | C3                             | 8                              | 5                              | -                              | -               | -               | -               | 13       | 1        | -        | 51    | 20    | 0     |
| Sous-total            | Sous-total            | Sous-total            | 97          | 23          | -           | -                     | -                     | -                     | -          | -          | -          | -                              | 19                             | 5                              | -                              | -               | -               | -               | 14       | 1        | -        | 130   | 29    | 0     |
| 1996-1997             | Lazio Rome            | Serie A               | 32          | 7           | 6           | 3                     | 1                     | -                     | -          | -          | -          | C3                             | 3                              | 2                              | -                              | -               | -               | -               | 6        | 1        | -        | 44    | 11    | 6     |
| 1997-1998             | Lazio Rome            | Serie A               | 26          | 11          | 4           | 6                     | 2                     | -                     | -          | -          | -          | C3                             | 11                             | 2                              | -                              | -               | -               | -               | 7        | 2        | -        | 50    | 17    | 4     |
| 1998-1999             | Lazio Rome            | Serie A               | 21          | 1           | 3           | 4                     | 0                     | 1                     | 1          | 1          | -          | C2                             | 8                              | 4                              | -                              | -               | -               | -               | 8        | 1        | -        | 42    | 7     | 4     |
| 1999-2000             | Lazio Rome            | Serie A               | 28          | 5           | 1           | 6                     | 1                     | 1                     | -          | -          | -          | C1                             | 13                             | 1                              | 4                              | 1               | 0               | -               | 11       | 4        | 1        | 59    | 11    | 7     |
| 2000-2001             | Lazio Rome            | Serie A               | 31          | 9           | 6           | 3                     | 1                     | -                     | 1          | 0          | -          | C1                             | 10                             | 3                              | 4                              | -               | -               | -               | 9        | 3        | 0        | 54    | 16    | 10    |
| Sous-total            | Sous-total            | Sous-total            | 138         | 33          | 20          | 22                    | 5                     | 2                     | 2          | 1          | -          | -                              | 45                             | 12                             | 8                              | 1               | 0               | -               | 41       | 11       | 1        | 249   | 62    | 31    |
| 2001-2002             | Juventus FC           | Serie A               | 32          | 4           | 11          | 4                     | 0                     | 2                     | -          | -          | -          | C1                             | 7                              | 0                              | 3                              | -               | -               | -               | 7        | 3        | 0        | 50    | 7     | 16    |
| 2002-2003             | Juventus FC           | Serie A               | 29          | 9           | 11          | 1                     | 0                     | -                     | 1          | 0          | -          | C1                             | 15                             | 5                              | 2                              | -               | -               | -               | 8        | 1        | 1        | 54    | 15    | 14    |
| 2003-2004             | Juventus FC           | Serie A               | 30          | 6           | 8           | 4                     | 0                     | -                     | 1          | 0          | -          | C1                             | 6                              | 2                              | 2                              | -               | -               | -               | 13       | 1        | 3        | 54    | 9     | 13    |
| 2004-2005             | Juventus FC           | Serie A               | 27          | 7           | 6           | 1                     | 0                     | -                     | -          | -          | -          | C1                             | 10                             | 3                              | 1                              | -               | -               | -               | -        | -        | -        | 38    | 10    | 7     |
| 2005-2006             | Juventus FC           | Serie A               | 33          | 5           | 8           | 4                     | 0                     | -                     | 1          | 0          | -          | C1                             | 8                              | 2                              | 4                              | -               | -               | -               | 7        | 1        | 1        | 53    | 8     | 13    |
| 2006-2007             | Juventus FC           | Serie B               | 33          | 11          | 8           | 3                     | 1                     | -                     | -          | -          | -          | -                              | -                              | -                              | -                              | -               | -               | -               | 1        | 0        | 0        | 37    | 12    | 8     |
| 2007-2008             | Juventus FC           | Serie A               | 31          | 2           | 4           | 2                     | 1                     | -                     | -          | -          | -          | -                              | -                              | -                              | -                              | -               | -               | -               | -        | -        | -        | 33    | 3     | 4     |
| 2008-2009             | Juventus FC           | Serie A               | 32          | 7           | 6           | 3                     | 0                     | -                     | -          | -          | -          | C1                             | 9                              | 0                              | 1                              | -               | -               | -               | -        | -        | -        | 44    | 7     | 7     |
| Sous-total            | Sous-total            | Sous-total            | 247         | 51          | 62          | 22                    | 2                     | 2                     | 3          | 0          | -          | -                              | 55                             | 12                             | 13                             | -               | -               | -               | 36       | 6        | 5        | 363   | 71    | 82    |
| Total sur la carrière | Total sur la carrière | Total sur la carrière | 501         | 110         | 82          | 44                    | 7                     | 4                     | 5          | 1          | -          | -                              | 119                            | 29                             | 21                             | 1               | 0               | -               | 91       | 18       | 6        | 761   | 165   | 113   |

### Buts en sélection
| Buts en sélection de Pavel Nedvěd | Buts en sélection de Pavel Nedvěd | Buts en sélection de Pavel Nedvěd      | Buts en sélection de Pavel Nedvěd | Buts en sélection de Pavel Nedvěd | Buts en sélection de Pavel Nedvěd | Buts en sélection de Pavel Nedvěd       |
| #                                 | Date                              | Lieu                                   | Adversaire                        | Score                             | Résultats                         | Compétitions                            |
| --------------------------------- | --------------------------------- | -------------------------------------- | --------------------------------- | --------------------------------- | --------------------------------- | --------------------------------------- |
| 1                                 | 14 juin 1996                      | Anfield Road, Liverpool                | Italie                            | 1-0                               | 2-1                               | Euro 1996                               |
| 2                                 | 18 septembre 1996                 | Na Stínadlech, Teplice                 | Malte                             | 2-0                               | 6-0                               | Éliminatoires de la Coupe du monde 1998 |
| 3                                 | 17 décembre 1997                  | Stade international du Roi-Fahd, Riyad | Émirats arabes unis               | 2-0                               | 6-1                               | Coupe des confédérations 1997           |
| 4                                 | 17 décembre 1997                  | Stade international du Roi-Fahd, Riyad | Émirats arabes unis               | 3-0                               | 6-1                               | Coupe des confédérations 1997           |
| 5                                 | 14 octobre 1998                   | Na Stínadlech, Teplice                 | Estonie                           | 1-0                               | 4-1                               | Éliminatoires Euro 2000                 |
| 6                                 | 4 septembre 1999                  | Žalgiris Stadium, Vilnius              | Lituanie                          | 1-0                               | 4-0                               | Éliminatoires Euro 2000                 |
| 7                                 | 4 septembre 1999                  | Žalgiris Stadium, Vilnius              | Lituanie                          | 2-0                               | 4-0                               | Éliminatoires Euro 2000                 |
| 8                                 | 26 mars 2000                      | Generali Arena, Prague                 | Israël                            | 1-0                               | 4-1                               | Match amical                            |
| 9                                 | 26 mars 2000                      | Generali Arena, Prague                 | Israël                            | 3-0                               | 4-1                               | Match amical                            |
| 10                                | 7 octobre 2000                    | Na Stínadlech, Teplice                 | Islande                           | 3-0                               | 4-0                               | Éliminatoires Coupe du monde 2002       |
| 11                                | 7 octobre 2000                    | Na Stínadlech, Teplice                 | Islande                           | 4-0                               | 4-0                               | Éliminatoires Coupe du monde 2002       |
| 12                                | 24 mars 2001                      | Windsor Park, Belfast                  | Irlande du Nord                   | 1-0                               | 1-0                               | Éliminatoires de la Coupe du monde 2002 |
| 13                                | 15 août 2001                      | Sportovní, Drnovice                    | Corée du Sud                      | 1-0                               | 1-0                               | Match amical                            |
| 14                                | 6 octobre 2001                    | Generali Arena, Prague                 | Bulgarie                          | 2-0                               | 6-0                               | Éliminatoires de la Coupe du monde 2002 |
| 15                                | 6 octobre 2001                    | Generali Arena, Prague                 | Bulgarie                          | 6-0                               | 6-0                               | Éliminatoires de la Coupe du monde 2002 |
| 16                                | 2 avril 2003                      | Toyota Arena, Prague                   | Autriche                          | 1-0                               | 4-0                               | Éliminatoires Euro 2004                 |
| 17                                | 6 septembre 2003                  | Dinamo Stadium, Minsk                  | Biélorussie                       | 1-1                               | 3-1                               | Éliminatoires Euro 2004                 |
| 18                                | 6 juin 2006                       | Toyota Arena, Prague                   | Trinité-et-Tobago                 | 2-0                               | 3-0                               | Match amical                            |

## Palmarès

### En club
- Vainqueur de la Supercoupe d'Europe en 1999 avec la Lazio Rome
- Vainqueur de la Coupe d'Europe des Vainqueurs de Coupe en 1999 avec la Lazio Rome
- Champion de Tchécoslovaquie en 1993 avec le Sparta Prague
- Champion de la Tchéquie en 1994 et en 1995 avec le Sparta Prague
- Champion d'Italie en 2000 avec la Lazio Rome, en 2002 et en 2003 avec la Juventus
- Vainqueur de la Coupe de Tchéquie en 1996 avec le Sparta Prague
- Vainqueur de la Coupe d'Italie en 1998 et en 2000 avec la Lazio Rome
- Vainqueur de la Supercoupe d'Italie en 1998 et en 2000 avec la Lazio Rome et en 2002 et 2003 avec la Juventus
- Champion d'Italie de Serie B en 2007 avec la Juventus
- Finaliste de la Ligue des Champions en 2003 avec la Juventus
- Finaliste de la Coupe de l'UEFA en 1998 avec la Lazio Rome
- Finaliste de la Coupe d'Italie en 2002 et en 2004 avec la Juventus

### En équipe de République tchèque
- 91 sélections et 18 buts entre 1994 et 2006
- Participation au Championnat d'Europe des Nations en 1996 (Finaliste), en 2000 (Premier Tour) et en 2004 (1/2 finaliste)
- Participation à la Coupe du Monde en 2006 (Premier Tour)
- Participation à la Coupe des Confédérations en 1997 (3e)

### Distinctions individuelles

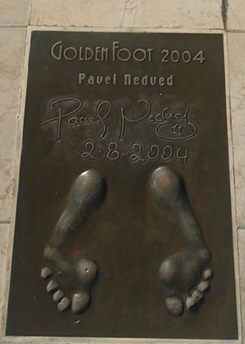
Empreinte de ses pieds sur "La Promenade des Champions" à Monaco après son titre au Golden Foot

- Élu Ballon d'Or France Football en 2003
- Golden Foot en 2004
- Élu meilleur footballeur tchèque de l'année en 1998, en 2000 et en 2003
- Élu meilleur joueur de l'année de Serie A en 2003
- Élu meilleur joueur étranger de Serie A en 2003
- Élu meilleur milieu de terrain de l'année UEFA en 2003
- Nommé au FIFA 100 en 2004
- Nommé dans l'équipe-type du Championnat d'Europe des Nations en 2004
- Nommé dans l'équipe-type de l'année UEFA en 2003, en 2004 et en 2005